# السمان الملك
السمان الملك (الاسم العلمي: Coturnix chinensis) (بالإنجليزية: King Quail)‏ ويسمى أحيانا السمان الأزرق الآسيوي أو سمان أزرق الصدر، هو أحد أنواع طيور سمان العالم القديم من فصيلة التدرجية وتمتد مناطق تواجده من جنوب شرق آسيا حتى أوقيانوسيا.